# Heterozyga
Heterozyga é um gênero de traça pertencente à família Agonoxenidae.